# 테슬라 로드스터 (2008)
테슬라 로드스터는 BEV를 기반으로 한 로터스 엘리제 샤시를 사용하는 당시 테슬라 모터스(현 테슬라)의 차량이다.
테슬라는 30개의 국가에서 2450대의 테슬라 로드스터를 팔았으며, 그리고 단종되기 전 까지는 유럽과 아시아에 주로 로드스터를 팔았다.
미국 환경보호청에 따르면, 테슬라 로드스터는 393 킬로미터 (244 mi)를 한 번의 충전에 달릴 수 있으며, 0 to 97 km/h (0 to 60 mph)를 모델에 따라 3.7초부터 3.9초 사이에 달성할 수 있다. 최고속력은 201 km/h (125 mph)이다.

## 역사
프로토타입 모델은 2006년 7월 19일 캘리포니아 산타모니카에서 산타모니카 공항의 바커 격납고에서 열린 350명 초대 전용 행사에서 공식적으로 공개되었다.
2006년 11월 18일부터 26일까지 열린 샌프란시스코 국제 오토 쇼는 테슬라 로드스터의 첫 번째 오토쇼였다.
2006년 12월 Time에서 잡지의 "Best Inventions 2006—Transportation Invention"상을 수상했다.완벽한 장비를 갖춘 로드스터의 첫 번째 "시그니처 백"세트는 3주도 채 안되어 매진되었고, 2백은 2007년 10월에 매진되었으며, 일반 생산은 2008년 3월 17일에 시작되었다.
최초의 테슬라 로드스터는 2008년 2월 테슬라 공동 설립자, 회장 겸 제품 설계자인 엘론 머스크에게 전달되었다. 이 회사는 2009년 6월까지 유사한 차량 500대를 생산했다. 2009년 7월 테슬라는 2010년식 로드스터의 생산을 시작하였다.동시에 테슬라는 테슬라의 특허받은 독점 파워 트레인의 첫 번째 변형 모델인 로드스터 스포츠를 생산하기 시작했다. 차량은 표준 로드스터의 3.9초에 비해 3.7 초 만에 0 ~ 97km / h (0 ~ 60mph)에서 가속한다. 2010년식에 대한 변경 사항은 다음과 같다.
- 노출된 탄소 섬유와 고급 가죽의 "임원 내부", 그리고 클리어 코트 탄소 섬유 바디 액센트를 포함하여 업그레이드 된 인테리어 및 푸시 버튼 기어 선택기가 있다.
- 가죽으로 감싼 잠금 식 푸쉬 버튼 글러브 박스.
- 중앙에 장착된 비디오 디스플레이 화면으로 예상 범위, 재생된 전력 및 절약된 오일 배럴 수를 포함한 실시간 데이터를 모니터링한다. 이 화면은 운전자와 승객이 볼 수 있다. 조정 가능한 맞춤형 서스펜션. 쇼크 업소버의 반응 및 흔들림 방지 바는 수동으로 조정할 수 있다.
- 더 강력하고 즉각적인 난방, 환기 및 에어컨.
- 보다 효율적인 모터 및 손으로 감은 고정자, 효율성이 증가하면 모터가 더 높은 피크 전력을 제공할 수 있다.
- 소음, 진동 및 거칠기를 극적으로 줄이기 위한 소음 방지 조치 모음이다. 예를 들어, 엔지니어는 섀시 사이드 레일의 구성원에 펠릿을 추가했다. 이 펠릿은 접착 가열주기 동안 원래 부피의 50배로 확장되어 딸랑이를 제거한다.

모터를 제외한 이러한 모든 기능은 표준 또는 비 스포츠 모델의 추가 옵션으로 제공되었다.
2010년 3월 중순부터 테슬라는 전기 자동차의 실용성을 과시하기 위해 로드스터 중 하나를 전 세계로 보냈다. 제네바 오토쇼를 시작으로 로드스터는 2010년 9월 28일 파리에 도착하자마자 여정을 마쳤다.
2010년 7월 테슬라는 로드스터의 최신 모델인 "로드스터 2.5"를 출시했다.Roadster 2.5의 새로운 기능은 다음과 같다.
- 확산 통풍구가 있는 새로운 프론트 페시아와 테슬라 디자인의 미래를 반영하는 리어 디퓨저가 포함된 새로운 모습
- 방향성 단조 휠은 은색과 검은색 모두 존재
- 편안함이 개선된 새로운 좌석, 더 큰 지지력을 제공하는 볼스터 및 새로운 요추지지 시스템
- 매우 더운 기후에서 활기찬 주행을 가능하게하는 전력 제어 하드웨어
- 백업 카메라가 있는 7인치 터치 스크린 디스플레이 옵션
- 새로운 프론트 펜더 라이너 소재를 포함하여 실내 소음 감소 개선

당시 미화 112,000달러 로드스터는 2010년 4월 22일 지구의 날 골든 로드에서 열린 The Price Is Right에서 우승하지는 못했지만 지금까지 제공된 가장 비싼 단일 상품이었다.
로드스터는 2012년 풍력 전력 회사의 홍보 도구로 사용되었다.
테슬라는 2012년 1월까지 로터스 자동차와 2,500대의 글라이더에 대한 계약이 만료되면서 로터스 글라이더의 공급이 부족한 2012년 1월까지 로드스터를 생산했다.테슬라는 2011년 8월 미국 시장에서 로드스터 주문을 중단했다.다음 세대는 로터스 글라이더를 기반으로 하지 않고 대신 테슬라 모델 S를 위해 개발된 아키텍처의 단축 버전을 기반으로 한다.새로운 옵션과 향상된 구성품을 특징으로 하는 2012년형 테슬라 로드스터는 유럽, 아시아 및 호주에서만 제한된 수량으로 판매되었다. 테슬라의 특수 2단 승객용 에어백이 없는 것에 대한 미국 면제는 2011년 말 이후에 만들어진 자동차에 대해 만료되었기 때문에 마지막 로드스터는 미국 시장에서 판매될 수 없었다.15대의 Final Edition Roadster가 생산되어 테슬라 최초의 전기 자동차 제조주기를 마감했다.

## 판매
테슬라는 2008년 2월과 2012년 12월 사이에 전 세계적으로 약 2,450대를 인도하였다.새로운 옵션과 향상된 기능을 특징으로 하는 2012년형 테슬라 로드스터는 유럽 본토, 아시아 및 오스트레일리아에서만 제한된 수량으로 판매되었으며 2012년 7월 현재 유럽과 아시아에서 140대 미만이 판매되어 나머지 재고가 판매되었다. 2011년 말 이후에 만들어진 자동차에 대해 특별 2단 승객 에어백이 없는 것에 대한 테슬라의 미국 면제가 만료되어 규제상의 이유로 마지막 로드스터는 미국 시장에서 판매되지 않았다.미국은 약 1,800대의 로드스터가 판매된 주요 시장이었다.영국에서 생산 및 제작된 테슬라 로드스터의 오른쪽 핸들 모델은 50대 미만이었다.

## 같이 보기
- 테슬라 로드스터 (2020)